# Andrea Marchisio
Andrea Marchisio (ur. 6 listopada 1990 w Cuneo) – włoski siatkarz, grający na pozycji libero. 

## Sukcesy klubowe
Puchar CEV:
- 2010

Mistrzostwo Włoch:
- 2010, 2019, 2021, 2022[1]
- 2018

Liga Mistrzów:
- 2019
- 2013, 2018

Klubowe Mistrzostwa Świata:
- 2019
- 2017, 2018, 2021

Puchar Włoch:
- 2020, 2021